# Tolnai Ottó
Tolnai Ottó (Magyarkanizsa, 1940. július 5. – 2025. március 27.) Kossuth-díjas vajdasági magyar író, költő, műfordító. A vajdasági magyar irodalom sokoldalú és egyik legkiemelkedőbb alakja. Műveit német, francia és szerb nyelvre fordították le.

## Életútpályája
Tisza-parti városban, Magyarkanizsán született. 1955 és 1959 között a zentai magyar gimnázium tanulója volt. 1959 és 1962 között az Újvidéki Egyetemen, majd a Zágrábi Egyetemen tanult, magyar nyelv- és irodalom és filozófia szakokon.
1956-tól publikált, eleinte rövidprózával, majd 1960-tól versekkel is jelentkezett. 1961-től az újvidéki Ifjúság hetilap Symposion mellékletét szerkesztette Domonkos István, Fehér Kálmán, Koncz István társaságában, majd az ebből létrejövő, 1964-ben induló Új Symposion alapító munkatársa, 1969 és 1974 között főszerkesztője volt, ahonnan a jugoszláv cenzúra nyomására kellett távoznia. 1974 és 1994 között az Újvidéki Rádió magyar adásának szerkesztőjeként és képzőművészeti kritikusaként dolgozott. (Művészeti íróként azóta is számontartják.) 1992-től 2004-ig az Új Symposion megszűnése után megalakult és Veszprémben megjelenő Ex Symposion főszerkesztője, azóta a szerkesztőség elnöke.
Fiatal éveitől kezdve Újvidéken élt, ahol barátaival, köztük Domonkos Istvánnal és Végel Lászlóval igen hamar a helyi irodalmi- és közélet fontos szereplőivé váltak. Első verseskötete 1963-ban, első regénye, a rovarház 1969-ben jelent meg. A kettő között 1967-ben a Híd-díj elnevezésű vajdasági irodalmi kitüntetéssel jutalmazták, amelyet tizenhárom év múltán újból megkapott. 1968-ban Domonkos Istvánnal közös könyve jelent meg a Symposion könyvek (az Új Symposion könyvmelléklet-sorozata) keretében, Valóban mi lesz velünk címmel.
Bayer aspirin című monodrámáját Jancsó Miklós rendezésében Ladik Katalin adta elő az Újvidéki Színházban 1981-ben.
1966-tól 1990-ig a Jugoszláv Írószövetség tagja, a szervezet utolsó elnöke volt, annak megszűnése előtt. 1994-től a Szabadka melletti Palicson él. 1998-tól a Széchenyi Irodalmi és Művészeti Akadémia tiszteletbeli tagja. 2001-ben a Digitális Irodalmi Akadémia tagjai közé választotta. 2004-ben egy évet DAAD-ösztöndíjjal Berlinben tartózkodott. 2005-ben Költő disznózsírból című könyvéért megkapta a Magyar Irodalmi Díjat. 2007-ben Kossuth-díjban részesült.
Érdekes vonulat munkásságában a fiktív lexikoncikkek írása (Új Tolnai világlexikona), ezekben „…olyan fogalmak magyarázatára törekszik, amelyek a Tolnai Világlexikonában nem szerepeltek, vagy meghatározásuk szerinte hiányos. Komoly stúdiumokat folytat ez ügyben a pufajkáról, a Lídia bélésről, Bláthy Ottóról, a tojásról vagy éppen az orchideáról.”

## Művei

Portréja az 1988-as Szép versek antológiában
Kecskeméti Kálmán felvétele

- Homorú versek; Forum, Novi Sad, 1963 (Symposion könyvek)
- Sirálymellcsont; ill. Maurits Ferenc; Forum, Novi Sad, 1967 (Symposion könyvek)
- Domonkos István–Tolnai Ottó: Valóban mi lesz velünk?; utószó Végel László, ill. Kapitány László; Forum, Novi Sad, 1968 (Symposion könyvek)
- Rovarház; Forum, Novi Sad, 1968
- Agyonvert csipke; ill. a szerző; Fórum, Újvidék, 1969 (Symposion könyvek)
- Ördögfej. Regény; ill. Kapitány László; Forum, Újvidék, 1970
- Gogol halála; ill. Maurits Ferenc; Forum, Újvidék, 1972 (Symposion könyvek)
- Legyek, karfiol; ill. Maurits Ferenc; Forum, Újvidék, 1973 (Symposion könyvek)
- Versek. Rekapituláció; Forum, Újvidék, 1975 (Symposion könyvek)
- 1978 Sáfrány Imre (képzőművészeti monográfia)
- Világpor. Versek; ill. Becskei Zoltán; Forum, Újvidék, 1980
- Elefántpuszi. Versek koravén gyerekeknek; ill. Maurits Ferenc; Forum, Újvidék, 1982
- Virág utca 3. Regény; Forum, Újvidék, 1983
- Vidéki Orfeusz Válogatott versek; Magvető, Budapest, 1983
- Rokokokokó; Forum, Újvidék, 1986
- Gyökérrágó. Versek; Forum, Újvidék, 1986
- Prózák könyve; graf. Petar Čurčić; Forum, Újvidék, 1987
- Cápácskám: apu! Gyermekvers felnőtteknek; rajz Bicskei Zoltán; Forum, Újvidék, 1989
- Árvacsáth; Orpheusz Könyvek–Forum, Budapest–Újvidék, 1992
- Wilhelm-dalok avagy A vidéki Orfeusz; Jelenkor, Pécs, 1992
- Versek könyve; Széphalom Könyvműhely, Budapest, 1992
- A meztelen bohóc. Képzőművészeti esszék; utószó: Thomka Beáta; Forum, Újvidék, 1992
- 1994 Június (elbeszélések)
- Kékítőgolyó. Új prózák könyve; Kortárs–Széphalom Könyvműhely, Budapest, 1994
- Végel(ő)adás; utószó Radnóti Zsuzsa; Neoprológus, Budapest, 1996
- Rothadt márvány. Jugoplasztika; Kijárat, Budapest, 1997 (Teve könyvek)
- Balkáni babér. Katalekták; Jelenkor, Pécs, 2001
- Költő disznózsírból. Egy rádióinterjú regénye; kérdező Parti Nagy Lajos; Kalligram, Pozsony, 2004
- Szög a nadírban. Kovács Antal naplója; fotó Nagy József, Vajda János; Alexandra, Pécs, 2005
- Domonkos István–Fehér Kálmán–Tolnai Ottó: Dolerony; Forum, Újvidék, 2005
- Ómama egy rotterdami gengszterfilmben. Regény versekből; zEtna, Zenta, 2006 (Vulkánfíber)
- A tengerről verselve; Magyar Fordítóház, Balatonfüred, 2006 (Füredi fordítói füzetek)
- Feljegyzések a vég tónusához. Esszék; Forum, Újvidék, 2007
- A pompeji szerelmesek. Fejezetek az Infaustusból; Alexandra, Pécs, 2007 (Szignatúra könyvek)
- Tolnai Ottó legszebb versei; vál., szerk., utószó Mikola Gyöngyi; AB-art, Bratislava [Pozsony], 2007
- Grenadírmars. Egy kis ízelt opus; zEtna, Zenta, 2008 (Vulkáni Helikon)
- Tolnai Ottó–Szegő György: Valkó László; Balassi, Budapest, 2009
- A kisinyovi rózsa; Factory Creative Studio Kft., Szeged, 2010
- Szeplőtelen kis gépek csöpp fejedelmi jelvények; bev., jegyz. Bányai János; Forum, Újvidék, 2010
- Világítótorony eladó. Festettvíz-próza; zEtna-Basiliscus, Zenta, 2010 (Vulkáni Helikon)
- A tengeri kagyló. Kisregély; Forum, Újvidék, 2011 (Híd könyvtár)
- Kalapdoboz. Képzőművészeti írások; Forum, Újvidék, 2013
- Utazni annyi, mint élni. Kis-ernyő / Putovati znači živeti. Kiš-obran; szerk. Boško Krstić, Tolnai Ottó; Szabadkai Városi Könyvtár, Szabadka, 2013
- Gogol halála; 2. jav. kiad.; Jelenkor, Budapest, 2016
- Világpor; 2. jav. kiad.; Jelenkor, Budapest, 2016
- Nem könnyű. Versek, 2001–2017; Jelenkor, Budapest, 2017
- Szeméremékszerek. A két steril pohár. Regény Misu és társai, avagy az iratmegőrzők sorrendje; Jelenkor, Budapest, 2018
- Titorelli faiskolája; Ferenczy Múzeumi Centrum–Forum Könyvkiadó Intézet, Szentendre–Újvidék, 2020
- Szeméremékszerek 2. Az úr pantallója. Kávézások Czipriánnal; Jelenkor, Bp., 2021
- Szeméremékszerek 3. A fröccsöntés kora. A színes iratmegőrzők; Jelenkor, Bp., 2022

## Díjai, elismerései
- 1967, 1980: Híd-díj
- 1988: Mikes Kelemen-díj
- 1988: Szirmai Károly-díj
- 1991: József Attila-díj
- 1991: Üzenet-díj
- 1992: Kortárs-díj
- 1992: Év Könyve-jutalom
- 1993: Ady Endre-díj
- 1993: IRAT-nívójutalom
- 1994: Alföld-díj
- 1995: Déry Tibor-jutalom
- 1997: Füst Milán-díj
- 1997: dr. Bodrogvári Ferenc-díj
- 1999: Weöres Sándor-díj
- 1999: Bezerédj-díj
- 2000: A Köztársasági Elnök aranyérme
- 2000: Radnóti-díj
- 2001: Párhuzamos Kultúráért díj[10]
- 2005: Magyar Irodalmi Díj
- 2007: Kossuth-díj
- 2018: Hazám-díj